# Aloys Castenholz
Aloys Castenholz (* 1. April 1885 in Münstereifel; † 29. Oktober 1947 in Wittlich) war ein deutscher Landrat des Landkreises Wittlich (1942–1947) und Regierungspräsident in Koblenz (1945).

## Leben
Der Katholik Aloys Castenholz, Sohn eines Rentmeisters, nahm nach Ablegung seiner Reifeprüfung ein Studium der Rechtswissenschaften auf. Im Jahr des Beginns des Ersten Weltkriegs das zweite Staatsexamen zum Gerichtsassessor ablegend, trat er noch während des Krieges 1917 als Hilfsarbeiter in den Dienst der Königlich Preußischen Regierung in Köln, wo er dann auch 1919 zum Regierungsassessor ernannt wurde.
1920 wechselte Castenholz in gleicher Stellung in das Preußische Innenministerium, dort erhielt er auch 1921 seine Beförderungen zum Regierungsrat und 1923 zum Oberregierungsrat, bevor er 1925 und unter Ernennung zum Regierungsdirektor an die Preußische Regierung in Düsseldorf versetzt werden sollte. Bereits zum 10. Januar 1927 folgte Castenholz erneute Umsetzung an die Regierung in Hildesheim, wo er zugleich Vertreter des aus Burtscheid bei Aachen stammenden Regierungspräsidenten Carl von Halfern war. Nach von Halferns Versetzung zum 1. April 1927 nach Stettin wechselte Castenholz 1928 zurück an die Regierung in Düsseldorf, wo er in gleicher Stellung die Vertretung des seit 1924 dort tätigen Regierungspräsidenten Karl Bergemann wahrnahm. Während der Sozialdemokrat Bergemann bereits wenige Monate nach der Machtergreifung durch die Nationalsozialisten am 6. Mai 1933 zunächst in den einstweiligen Ruhestand und zum 1. Dezember 1933 auf Grund § 6  BBG in den Ruhestand versetzt wurde, folgte Castenholz Versetzung in den Ruhestand aufgrund des BBG 1934. Als Beamter auf Widerruf nahm er dann ab dem 26. März 1942 die Verwaltung des Landkreises Wittlich wahr, der zuvor vom Landrat des Landkreises Bernkastel, Hermann Middendorf in Personalunion verwaltet wurde. Middendorf wie Castenholz vertraten dabei den formell als Landrat in Wittlich amtierenden Günther Kraaz, der zum 1. Juli 1939 zunächst kommissarisch zum Landrat ernannt worden war und schließlich am 6. März 1940 auch noch die definitive Ernennung erhielt, bevor er ab dem 21. Juli 1940 als Teilnehmer am Zweiten Weltkrieg von seiner Aufgabe abgezogen werden sollte. Kraaz geriet in Kriegsgefangenschaft, aus der er erst 1955 zurückkehrte, blieb aber offiziell bis zur Besetzung der Region durch die Alliierten Streitkräfte und das Ende der bisherigen Verwaltung Wittlicher Landrat.
Castenholz kommissarische Einsetzung als Landrat in Wittlich erging am 30. März 1942. Mit der Einnahme der linken Rheinlande durch US-amerikanische Truppen beließ die eingesetzte Militärverwaltung Castenholz in seinem Amt als Landrat. Nach dem Ende des Zweiten Weltkriegs und in der Nachfolge von Hans Fuchs Mitte Mai 1945 durch die Militärverwaltung mit der Leitung der Regierung in Koblenz beauftragt, wechselte er schließlich Anfang Juni 1945 nach Wittlich zurück, wo er am 29. Oktober 1947 während einer Dienstbesprechung starb.

## Trivia
Bei einem Großflugtag am 18. Mai 1957 auf der Air Base der US-Luftwaffe Spangdahlem taufte Else Castenholz, Aloys Witwe im Beisein von Oberst Kenneth R. Powell und des amtierenden Landrats des Landkreises Wittlich Johannes Hieronimus einen amerikanischen Aufklärungsbomber, vom Typ Douglas B-66 (Kennzeichen 54-0459) auf den Namen “Kreis Wittlich”.